# Saltos del Segre
Saltos del Segre, S.A. fou una empresa constituïda el 1908 a Barcelona a partir de la fusió de dues societats, Successors de J. Boule, Mayner i Pla, S.C. de Reus i Palacios y García, S.C. de Saragossa, que tenien les concessions d'aprofitament hidroelèctric de tres salts consecutius en el riu Segre, -Balaguer, Vilanova de la Barca i Seròs-. El 16 d'abril de 1912 l'empresa fou venuda a la Barcelona Traction, encara que va mantenir la seva personalitat jurídica fins al 1920. La concessió de Seròs possibilitaria a la Barcelona Traction la construcció de la central hidroelèctrica de Seròs.

## Els propietaris
L'empresa Sucessors de J. Boule, Mayner i Pla, S.C. era propietat de l'empresari de Reus Ramon Mayner Socies, la qual tenia l'origen en les propietats del seu sogre, Josep Boule.

## La concessions hidroelèctriques

### Seròs
El 1904 les societats Palacios y García de Saragossa i Mayer y Pla de Reus, propietàries, ambdues, del molí de Lladellà de Seròs van sol·licitar la concessió d'un salt d'aigua al riu Segre consistent en la desviació de 15.500 litres per segon d'aigua en un lloc situat a 370 metres més amunt del desguàs de la Vall de Femosa. L'any 1907 es va concedir un augment del cabal de desviació de fins a 20.000 litres per segon.
El 1908, amb la fusió de les dues empreses per formar Saltos del Segre, aquesta es convertí en la propietària dels drets de la concessió.
Adquirida el 16 d'abril de 1912 per a la Barcelona Traction, Saltos del Segre sol·licità el 22 de juny de l'any 1912 al Govern Civil l'augment del cabal d'aigua fins al 20.000 litres d'aigua per segon. Es demanà també permís per a la construcció d'un canal de conducció –el canal de Seròs– fins al barranc de Carratalà d'Aitona, on s’ubicaria una casa de màquines, la qual després es convertiria en la central hidroelèctrica de Seròs.

### Vilanova de la Barca
El 1910 la societat rebé d'Hermenegildo Gorría la concessió d'aprofitament hidroelèctric de 30.000 litres d'aigua per segon del Segre a Vilanova de la Barca.

## La venda
L'any 1912 l'empresa Spanish Securities Company Limited, pertanyent al grup de la Barcelona Traction, adquirí Saltos del Segre. L'operació consistí en l'adquisició de 590 de les 600 accions ordinàries i totes les accions privilegiades. Les accions es van transmetre a Riegos y Fuerzas del Ebro, i posteriorment, el 1923, es van transmetre a una altra empresa del grup, la Unió Elèctrica de Catalunya.